# CF Gavà
CF Gavà is een Spaanse voetbalclub uit Gavà in de regio Catalonië. De club heeft als thuisstadion het Estadi La Bòbila.

## Geschiedenis
CF Gavà werd opgericht in 1922. In de loop der jaren speelde de club in totaal vijf seizoenen in de Segunda División B, de derde Spaanse divisie. De overige jaargangen werden doorgebracht in lagere divisies. In het seizoen 1994/1995 eindigde CF Gavà in de top van de Tercera División en promoveerde na play-offs naar de Segunda B, waar de club van 1995 tot 1999 zou spelen. In 1999 eindigde CF Gavà als nummer twintig en degradeerde daardoor weer. In 2001 werd CF Gavà kampioen van de Tercera División Grupo 5, maar promotie bleef uit. Een jaar later eindigde de club als tweede en nu werd via de play-offs wel promotie gehaald. Het verblijf in de Segunda B bleef beperkt tot één seizoen, want met een zeventiende plaats in 2002/2003 degradeerde CF Gavà weer naar de Tercera División. In hetzelfde seizoen bereikte CF Gavà wel de finale van de Copa de Catalunya nadat de club in de halve finale RCD Espanyol, uitkomend in de Primera División, had uitgeschakeld. In de finale werd echter met 3-0 verloren van Terrassa FC.

## Gewonnen prijzen
- Kampioen Tercera División Grupo 5: 2000/2001

## Bekende spelers
- Aureli Altimira
- Luis Miguel Carrión
- Sigfrid Gràcia
- Antoni Lima
- Sergi López
- Alberto Manga
- Miki
- John Neeskens
- Ramón Ros

CD Alcoyano ·
Atzeneta UE ·
FC Andorra ·
CF Badalona ·
FC Barcelona Atlètic ·
UE Cornellà ·
RCD Espanyol B ·
Gimnàstic · 
Hércules CF · 
UD Ibiza ·
CF La Nucía ·
Atlético Levante UD ·
CE L'Hospitalet ·
UE Llagostera ·
Club Lleida Esportiu · 
UE Olot · 
Orihuela CF ·
SCR Peña Deportiva ·
AE Prat ·
Valencia CF Mestalla · 
Villarreal CF B ·